# 섬서구메뚜기
섬서구메뚜기(Atractomorpha lata)는 섬서구메뚜기과에 속하는 곤충이다. 몸길이는 수컷이 2cm, 암컷이 4cm로, 수컷은 암컷에 비해 작아서 짝짓기를 할 때에 마치 어미가 아기를 업은 것처럼 보인다. 주로 콩과 식물의 잎을 먹으며, 천적으로는 사마귀, 거미 등이 있다. 녹색형과 갈색형 두 가지가 있으며, 가끔 개체 변이가 일어나는 것도 있다. 방아깨비와 오인하기도 하는데, 섬서구메뚜기는 방아깨비보다 작고 통통하며 뒷다리가 짧다. 또한 등이 편평하다.

## 사진

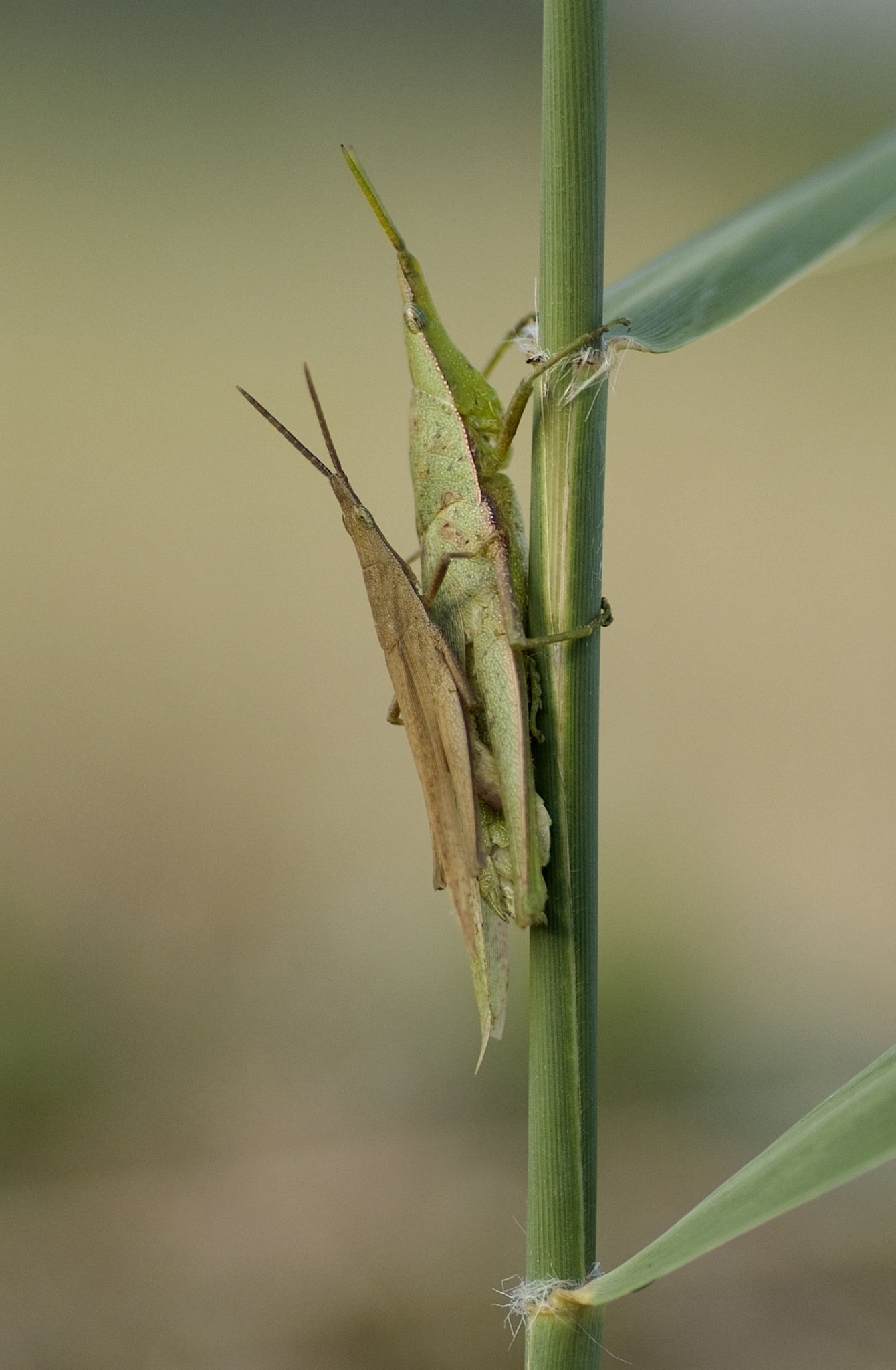
교미
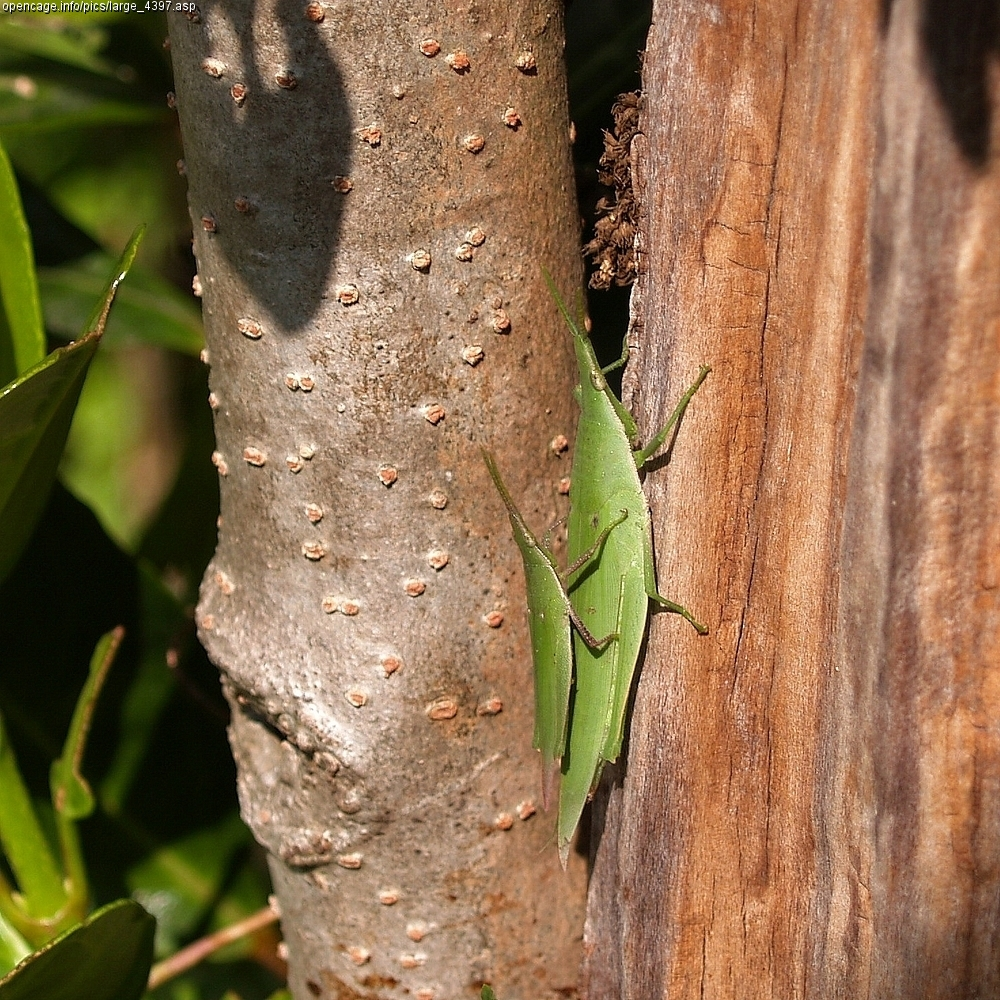
교미
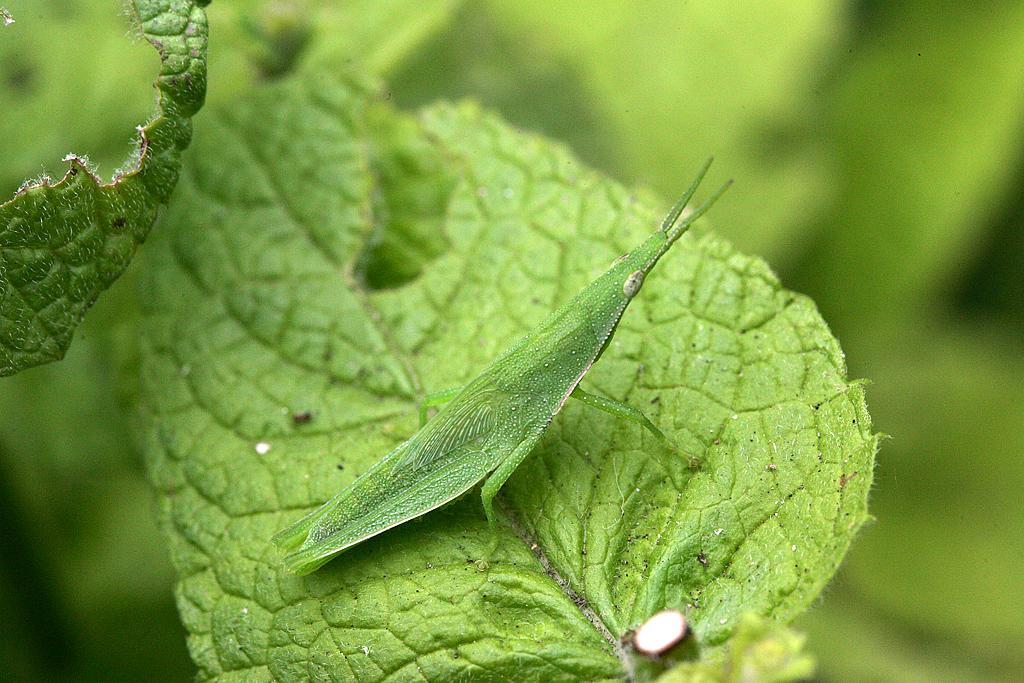
애벌레